# Sitio de Fort Texas
El Sitio de Fort Texas, como ha sido bautizado épicamente por los historiadores estadounidenses, es el bombardeo de que fue objeto ese reducto, y que marcó el principio en los hechos de una campaña activa entre los ejércitos de Estados Unidos y México durante la Guerra de Intervención Estadounidense. A veces se le llama “Sitio de Fort Brown”, pero esto es completamente inexacto, el nombre de Fort Brown fue tomado del comandante de la fortaleza, el Comandante (Major) Jacob Brown (no debe ser confundido con el héroe Jacob Brown de la Guerra de 1812) quien fue uno de los estadounidenses muertos durante el bombardeo mexicano y aún no había sido bautizado con su nombre el mencionado emplazamiento.

## Antecedentes
El 27 de marzo de 1846, las tropas estadounidenses bajo el mando del General Zachary Taylor, sin mediar declaración de guerra alguna, cruzan el río Nueces, frontera entre Texas y Tamaulipas, iniciando una invasión de facto del territorio mexicano y se dirigen a la orilla norte del río Bravo para comenzar la construcción en la desembocadura de dicho río en el Golfo de México de un reducto que la controlase, y que llamaron “Fort Texas” y posteriormente “Fort Brown”. 

## El "sitio"
Alrededor del 3 de mayo, la poca artillería con que contaba la guarnición mexicana situada en Heroica Matamoros tratando de impedir dicha edificación, comenzó un bombardeo que duró toda una semana contra Fort Texas, ya que no existían elementos suficientes para tomarla a viva fuerza. Mientras sólo dos estadounidenses resultaron muertos, debido a lo obsoleto de las piezas, la llegada de soldados mexicanos en cantidad significativa impidió el refuerzo estadounidense, colocando al fuerte al borde de la destrucción. Es importante precisar que no se trató de un asedio formal y que el llamado "fuerte" (fort en inglés) era un fuerte de adobe  cuya única importancia era su ubicación. 
El General Zachary Taylor acudió a la ayuda de los defensores del fuerte, movimiento que dio lugar a las batallas de Palo Alto y de Resaca de la Palma, al tratar el General Mariano Arista de impedir la invasión de que era objeto la nación mexicana. En ambas el ejército mexicano fue derrotado y expulsado de la zona.